# Alister Allan
Alister Allan (n. 28 ianuarie 1944, Freuchie⁠(d), Fife, Scoția, Regatul Unit) este un trăgător de tir ce a reprezentat Regatul Unit al Marii Britanii și al Irlandei de Nord, medaliat olimpic. A participat la 5 ediții ale Jocurilor Olimpice (1968, 1976, 1984, 1988, 1992) în care a câștigat o medalie de argint și o medalie de bronz.